# ميلان-سان ريمو 2001
ميلان-سان ريمو 2001 هو سباق دراجات هوائية أقيم بتاريخ مارس 24، تكون السباق من مرحلة واحدة وامتدّ لمسافة 287 كم، استغرق السباق 7 ساعة 23 دقيقة 13 ثانية. فاز به الألماني إريك تسابل وحلّ ثانيا الإيطالي ماريو تشيبوليني بينما حصل على المركز الثالث اللاتفي رومان فاينشتينز.

## الترتيب
| م                     | الدرّاج          | البلد   | الزمن                    |
| --------------------- | --------------- | ------- | ------------------------ |
| الفائز بالترتيب العام | إريك تسابل      | ألمانيا | 7 ساعة 23 دقيقة 13 ثانية |
| الثاني                | ماريو تشيبوليني | إيطاليا |                          |
| الثالث                | رومان فاينشتينز | لاتفيا  |                          |